# Бінштедт
Б'єнштадт (нім. Bienstädt) — громада в Німеччині, розташована в землі Тюрингія. Входить до складу району Гота. Складова частина об'єднання громад Нессеауе.
Площа — 8,17 км2. Населення становить 663 ос. (станом на 31 грудня 2021).

## Географія
Б'єнштадт знаходиться приблизно за 13 кілометрів (на північний захід) від столиці Тюрингії, Ерфурту, на південно -східному краю Фахнер -Гее. Найвища точка - це прикордонна точка на хребті Фахнер -Гьохе (405,3 м над рівнем моря), за якою слідує Бьенштедтер Берг (385,2 м над рівнем моря) з розташованою там оглядовою вежею Бенштадтер. Геологічно ця територія належить до ерфуртської кеуперської формації.Вододіл Везера та Ельби проходить через Бенштадтерський флюр. Витоки Вайсбаха розташовані на південно-східному краю міста, яке впадає в Геру на північній околиці Ерфурта. Західна частина коридору належить до водозбору Нессе і, отже, до басейну річки Везер. У результаті меліорації колись численні природні поверхневі води були відведені в канави. У западині на полях на схід від села знаходиться безводний Хайбахер-Зеє, площею 1,6 га. L 1044 проходить через село, яке з'єднує село на південь через Ціммерсупра та Ермштедт з Гамштадтом та B 7, що проходить туди, та на північний захід з L 1027, що йде з Мольшлебена та веде через Фанер -Гьохе до Гірштадту. 

## Історія
За словами Дорбенкера, Б'єнштадт вперше згадується 17 березня 1252 р. Два місця Бейнштедт і Хофхузен (нинішня пустеля) також згадуються у 1263 р. Назва поля на околиці "Unter der Mühle" відноситься до колишнього вітряка, побудованого в 1731 році. Б'єнштадт був частиною вищої адміністрації панства Тонна, яке з 1677 року належало герцогству Саксонія-Гота-Альтенбург як "Amt Tonna" . У 1733 році велика пожежа в Б'єнштадті знищила понад 50 будинків. 5 травня 1893 року майже чверть села вигоріла, а потім 4 червня того ж року виникла пожежа, в результаті якої 25 будинків випало на зруйновану територію.

## Релігія
У жовтні 2012 року євангелічно -лютеранська парафіяльна установа була ліквідована, парафія тепер належить до парафії Фрімар, до складу якої також входять парафії Райтсінглебен та Трьохтельборн. До цього Гірштедт, Гросфахнер, Кляйнфанер та Теттельштадт належали до парафії Б'єнштадт. Пастор у Б'єнштадті та його парафіяльна кімната все ще є місцем зустрічі християнського вчення, людей похилого віку та церковних служб у холодну пору року.

## Пам'ятки
- Friedenskirche
- Повінь: Ймовірно, ще в середні віки поверхневі води та дренаж даху церкви були відведені в невеликий ставок перед церквою, який у народі відомий як "повінь". Близько 1800 року воду використовували для пивоваріння, хоча вона була забруднена і неприємно пахла різними видами худоби, «миттям» коней та їхніх возів, а також негативними наслідками розташованого поблизу цвинтаря. Потім вони перейшли на воду зі свердловини поблизу ректората. До 1995 року, коли петля розвороту автобуса була відновлена, Schwemme був значно більшим і мав плоску під’їздну дорогу. Навіть сьогодні дренаж даху церкви йде в заплаву, яка також живиться колодязем під сусідньою липою навпроти старої школи (нині громадської зали), яка зараз покрита старим дерев’яним млином.
- Bienstädter Warte був частиною зовнішньої фортифікаційної системи міста Ерфурт з пізнього Середньовіччя, а в 1411 році він був одним із 16 міських приходів. Руїна, яка зараз охороняється як пам’ятка архітектури, також отримала назву Uffhusener Warte на честь колишнього села в його околицях. Вежа має квадратний план поверху з довжиною сторін 4,65 м, диспетчерська колись височіла 18 метрів над землею, сьогодні висота, що залишилася, становить близько 6 м. Після пожежі 1733 року, коли було зруйновано понад 50 будинків, один дозволило фермерам виносити будівельний матеріал з контрольної кімнати, яка на той час була вже напівзруйнованою.
- Landhotel (Obertor 1): Камені частково зруйнованої вежі очікування були використані для фундаменту будинку, який на той час ще був таверною, після великої пожежі 1733 року, згаданої вище. Між 1811 і 1814 роками, коли була побудована нова Фріденскірхе, зал таверни використовувався для поклоніння. Між 1835 і 1865 роками таверною керували шість орендарів. У 1890 році громада продала таверну корчмареві Тілю з Гросенготерну. У 1907 році Імператорська пошта та телефон переїхали до ресторану. За часів НДР ресторан працював споживчою кооперацією. У 1991 році те, що тоді називалося "Bockwurstkneipe", було знову приватизовано. Південний прибудова був побудований в 1993 році.
- Offhauser Quelle нагадує пустелю Offhusen у західній частині коридору. Стратифікований джерело у Верхньому Мушелкалку заповнює западину розміром 50 × 20 м. У позиковому листі 1485 р. Від Зігмунда, графа фон Глейхена, Уффгаузен досі фігурує як живе село, у файлі відвідувань парафії Б'єнштадт від 1533 р. Вже як Вустунг.
- В ясеневому гаю на Bienstädter Berg є 22 -метровий дуб -черешок (Quercus robur L.) з обходом стовбура 4,16 м як пам’ятка природи.

## Особливості
На Bienstädter Berg, неподалік від Bienstädter Warte, у часи НДР існував перехоплювальний пункт HA III "Wespe" MfS. Після «повороту» Deutsche Telekom придбав сайт і в кінці 1990 -х років передав його в оренду молоді для «техноцентру». Сьогодні (2015) усі будівлі там, за винятком радіощогли німецької радіовежі та більш ранньої, нині зруйнованої збірної будівлі Штазі, знесені. Великий "сонячний парк Bienstädt" з понад 16 000 сонячних модулів планується побудувати там на площі 5,7 га.